# Пуурмани
Пу́урмани (эст. Puurmani) — посёлок в волости Пылтсамаа уезда Йыгевамаа, Эстония.  
До административной реформы местных самоуправлений Эстонии 2017 года входил в состав волости Пуурмани и был её административным центром.

## География и описание
Расположен в 18,5 километрах к югу от уездного центра — города Йыгева — и в 19 километрах к юго-востоку от волостного центра — города Пылтсамаа. Высота над уровнем моря — 46 метров.
Климат — умеренный. Официальный язык — эстонский. Почтовые индексы: 49001, 49014.

## Население
По данным переписи населения 2021 года, в Пуурмани насчитывалось 503 жителя, из них 489 (97,4 %) — эстонцы.
По данным переписи населения 2011 года, в посёлке проживали 514 человек, из них 502 (97,7 %) — эстонцы.
Численность населения посёлка Пуурмани по данным Департамента статистики:
| Год  | 2000 | 2011  | 2017  | 2018  | 2019  | 2020  | 2021  |
| ---- | ---- | ----- | ----- | ----- | ----- | ----- | ----- |
| Чел. | 729  | ↘ 514 | ↗ 515 | ↘ 499 | ↘ 494 | ↘ 491 | ↗ 503 |

## История
Первое упоминание о населённом пункте относится к 1754 году (Purmannist).
В середине XIV века была основана мыза Талькхоф (нем. Talkhof). На военно-топографических картах Российской империи (1846–1901 годы), в состав которой входила Эстляндская губерния, мыза обозначена как мз. Талькхофъ.
Своё эстонское название — Пуурмани (Puurmani) — мыза получила в XVII веке по фамилии её владельца Бурмейстера (Buhrmeister). В 1920-х годах на землях мызы возникло поселение Пуурмани, которое в 1977 году получило статус посёлка.
В средние века Пуурмани являлся местом расположения фогта и комтура рыцарского ордена Курси; здесь также (предположительно) находилось орденское городище, от которого к настоящему времени ничего не сохранилось. В период польского правления Пуурмани был объединён с тартускими хозяйственными мызами, а шведский король Густав Адольф присоединил к ним государственную мызу Ратсгоф (Раади, нем. Ratshof, эст. Raadi mõis). В эти времена мыза снабжала Тарту строительной известью, и среди повинностей крепостных крестьян обжиг извести и её перевозка стояли на первом месте.
Во времена Освободительной войны лейтенант Юлиус Куперьянов сформировал в Пуурмани партизанский отряд (около 1200 мужчин), который при поддержке бронепоезда 14 января 1919 года участвовал в освобождении города Тарту.
В 1977 году, во время кампании по укрупнению деревень, с посёлком Пуурмани была объединена деревня Хирвеайа (Hirveaia).

## Достопримечательности
- Главное здание мызы Пуурмани (замок Талькоф), внесено в Государственный регистр памятников культуры Эстонии[13];
- парк мызы Пуурмани, памятник строительства, его основная планировка в стиле барокко создана в XVIII столетии[14].

## Галерея

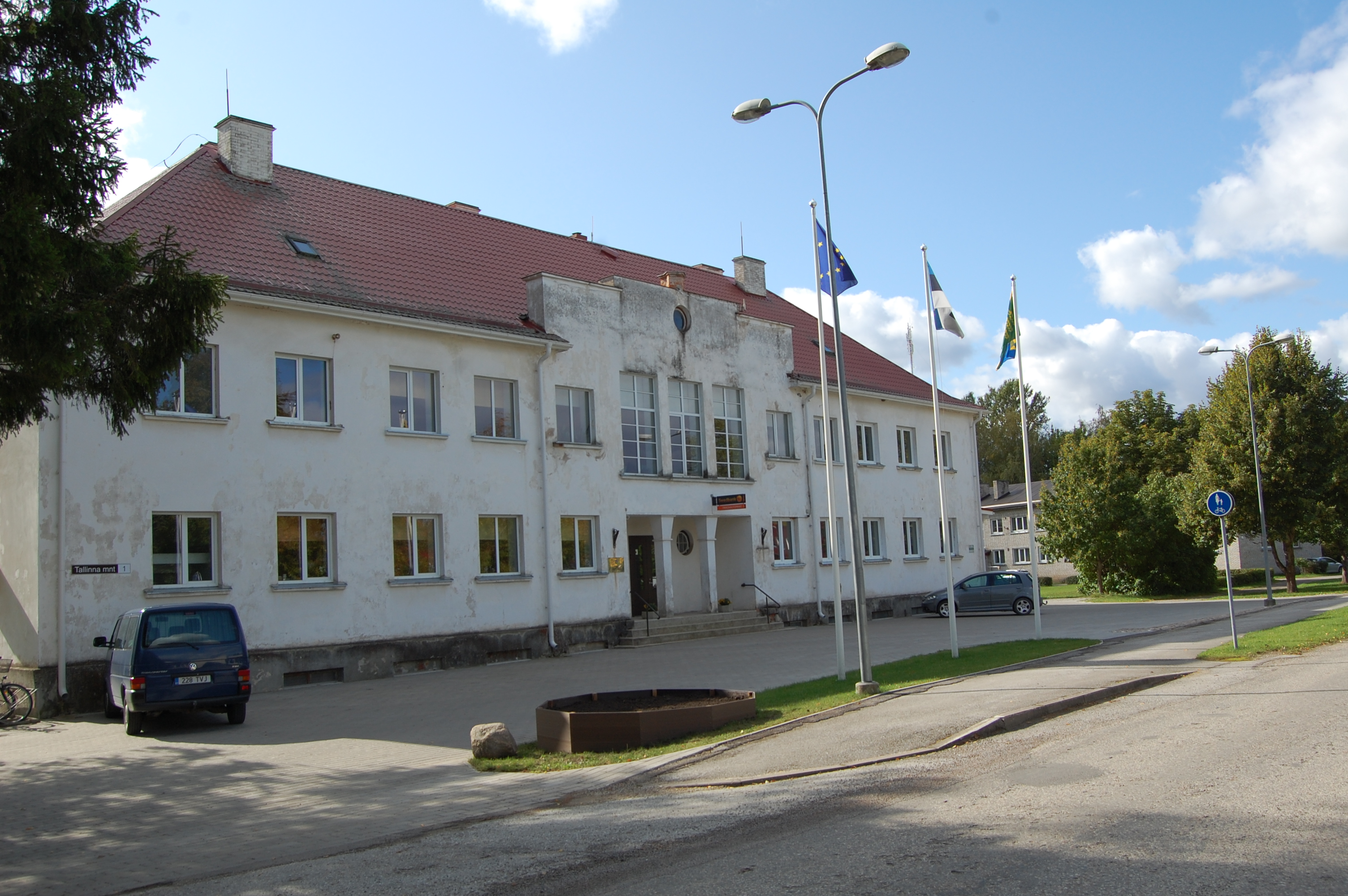
Волостная управа Пуурмани
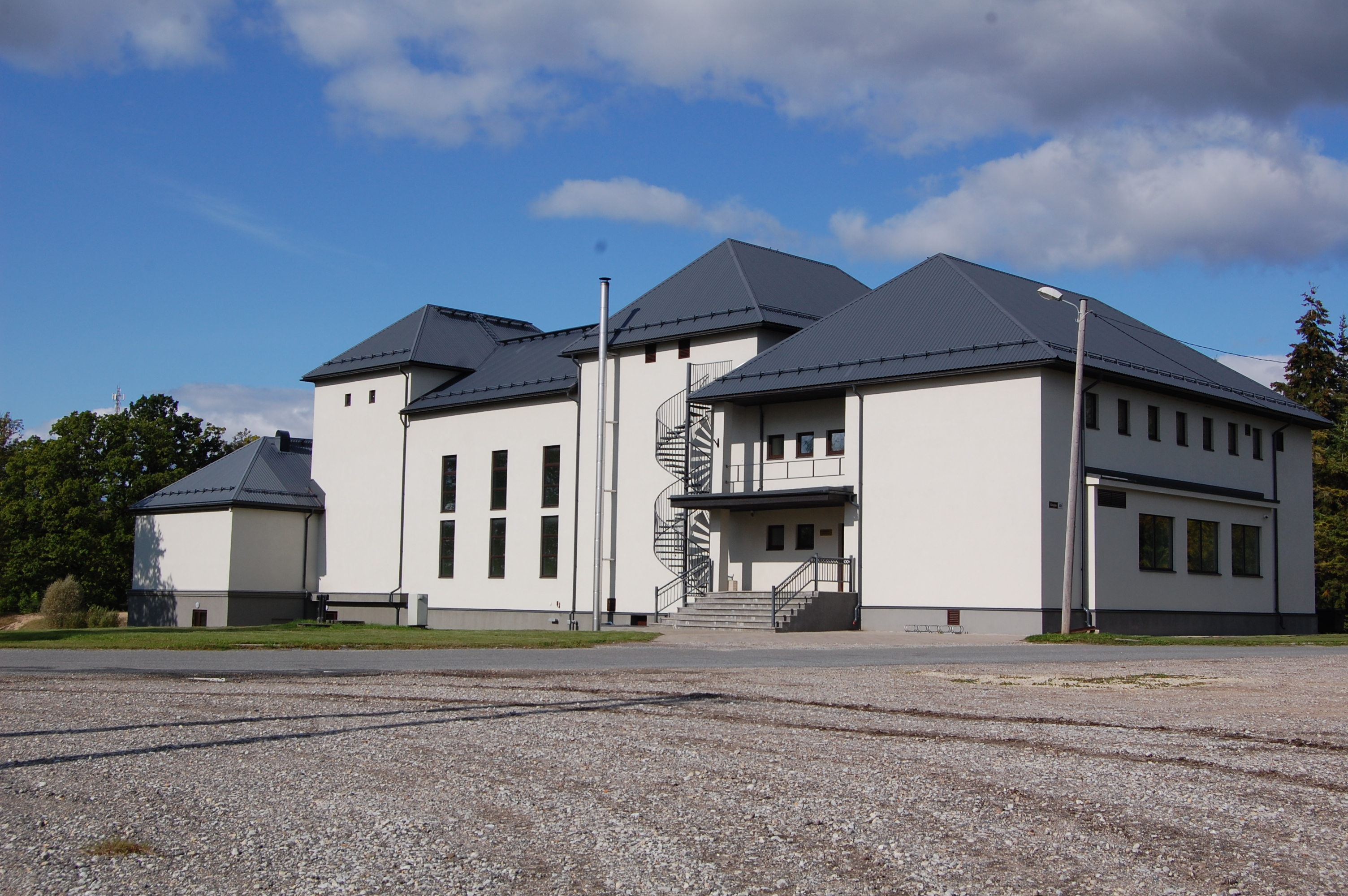
Народный дом Пуурмани
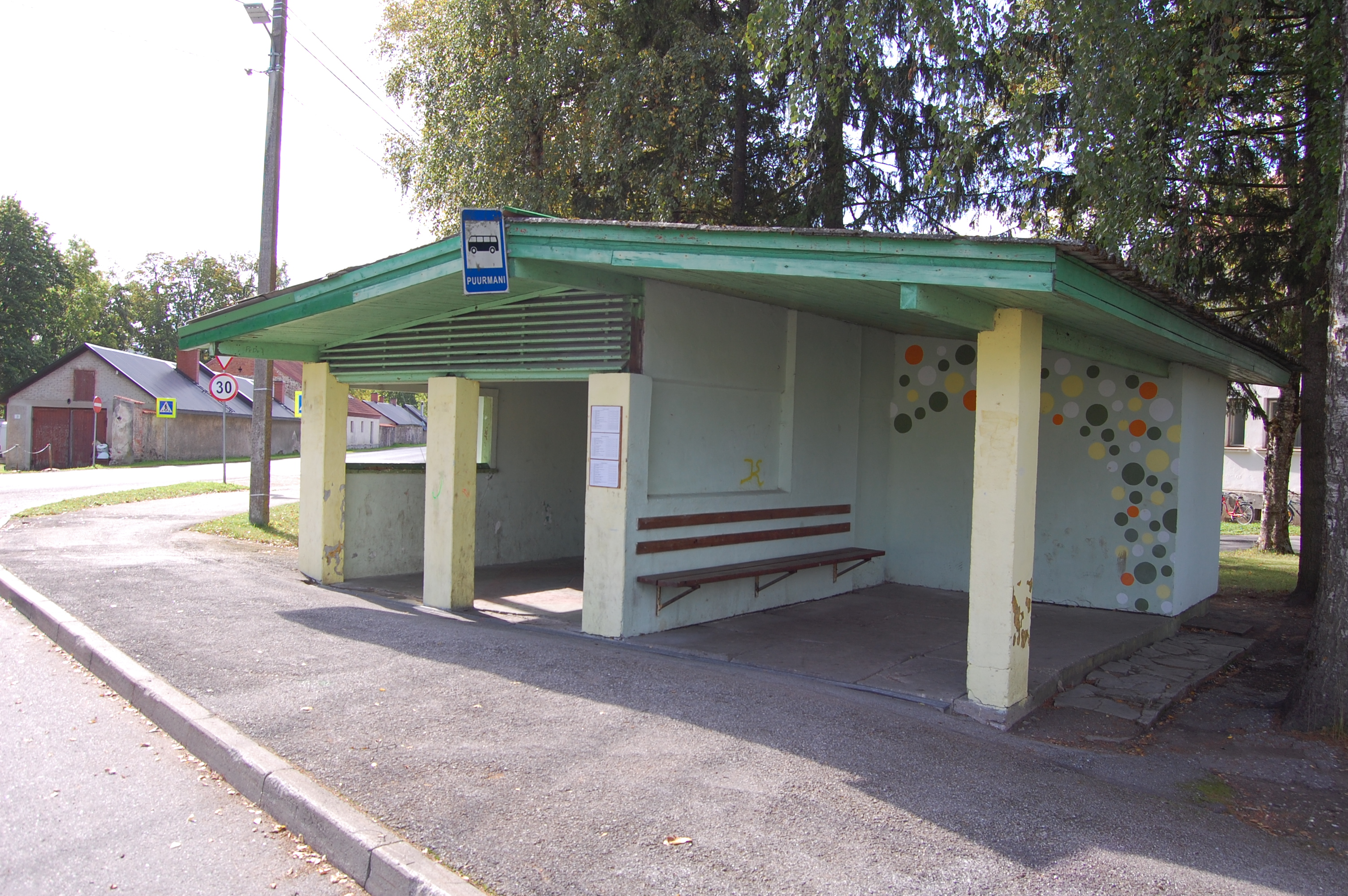
Автобусная остановка Пуурмани
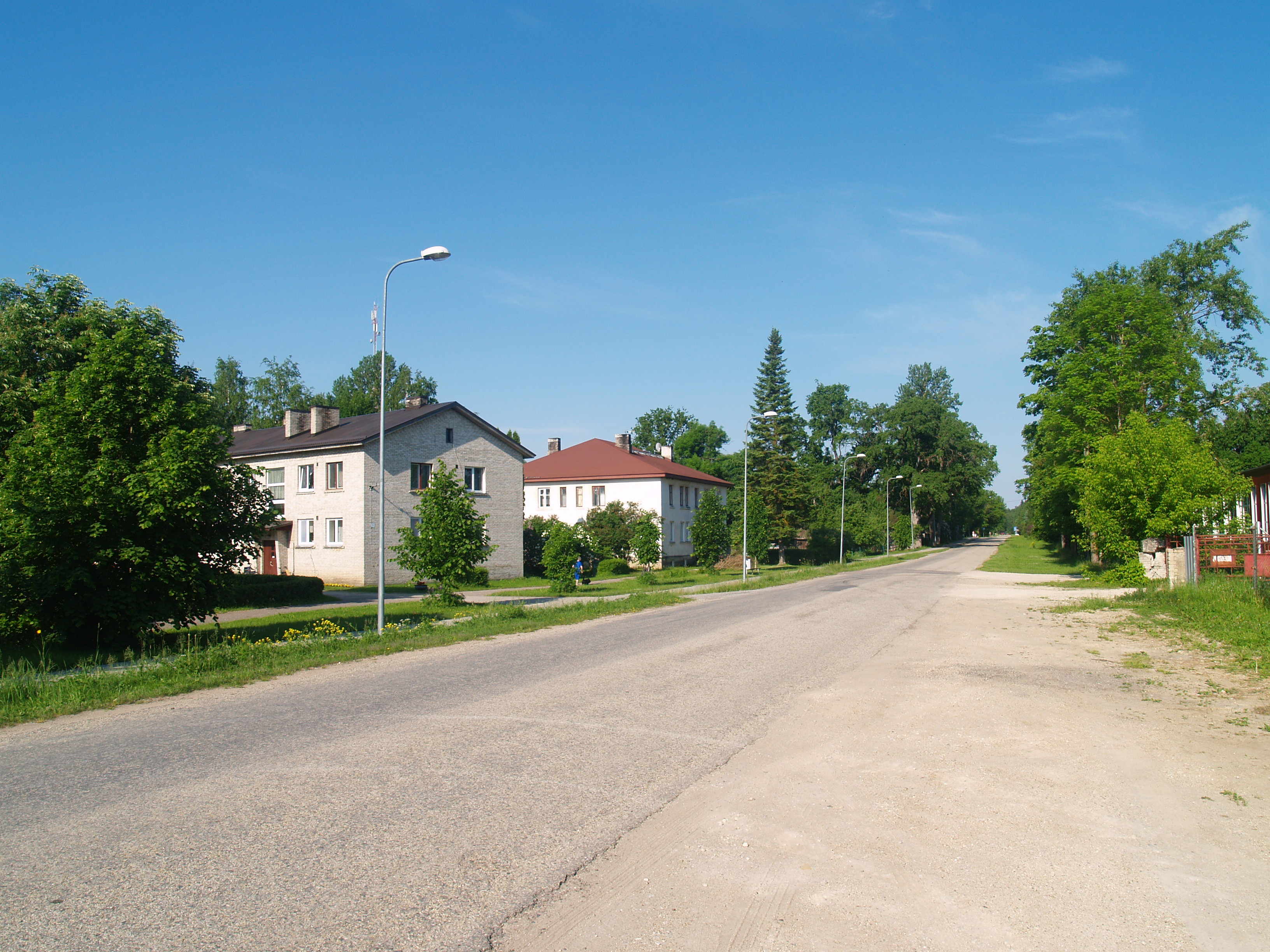
Таллинское шоссе в Пуурмани
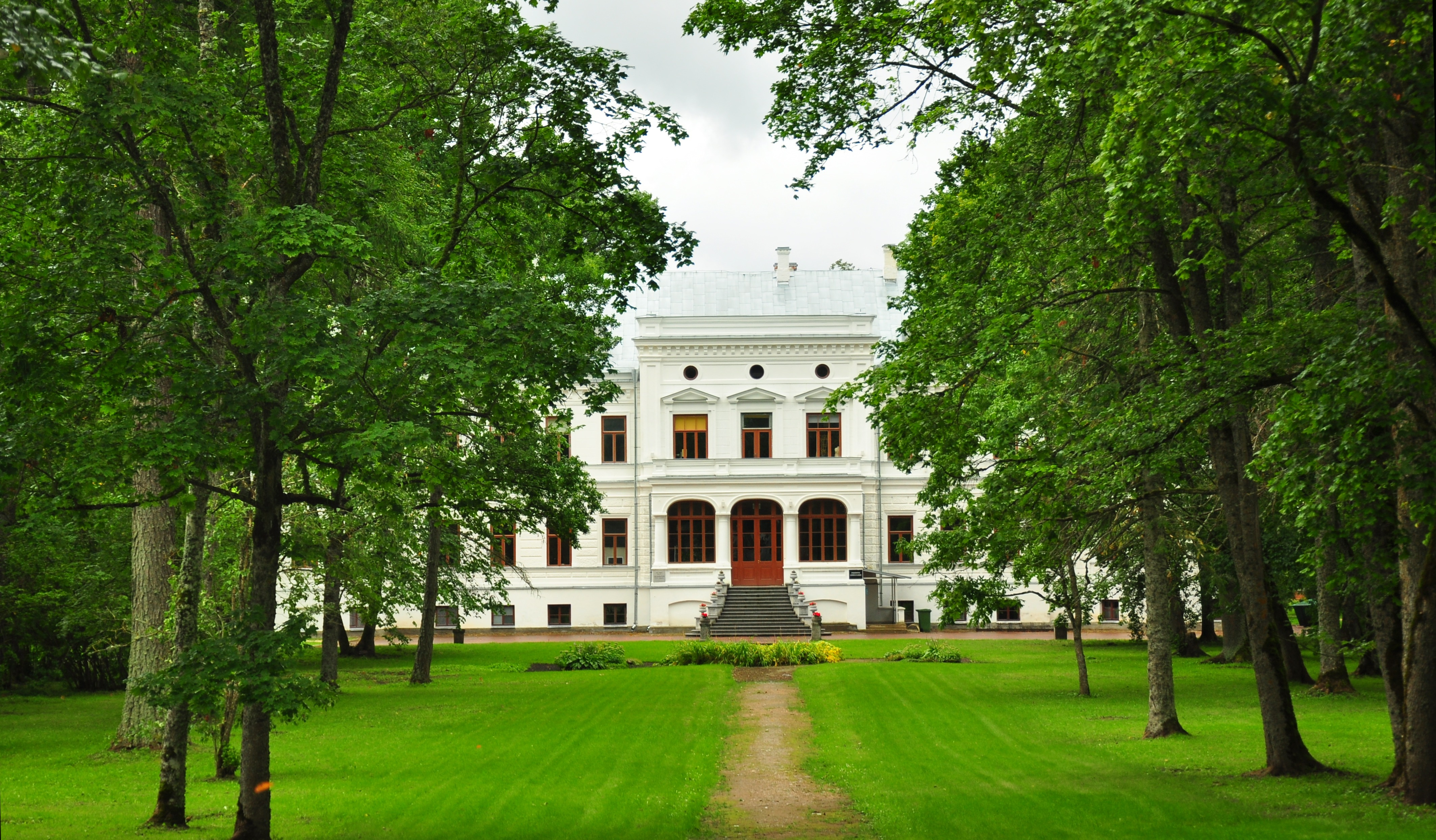
Мыза Талькхоф (Пуурмани)
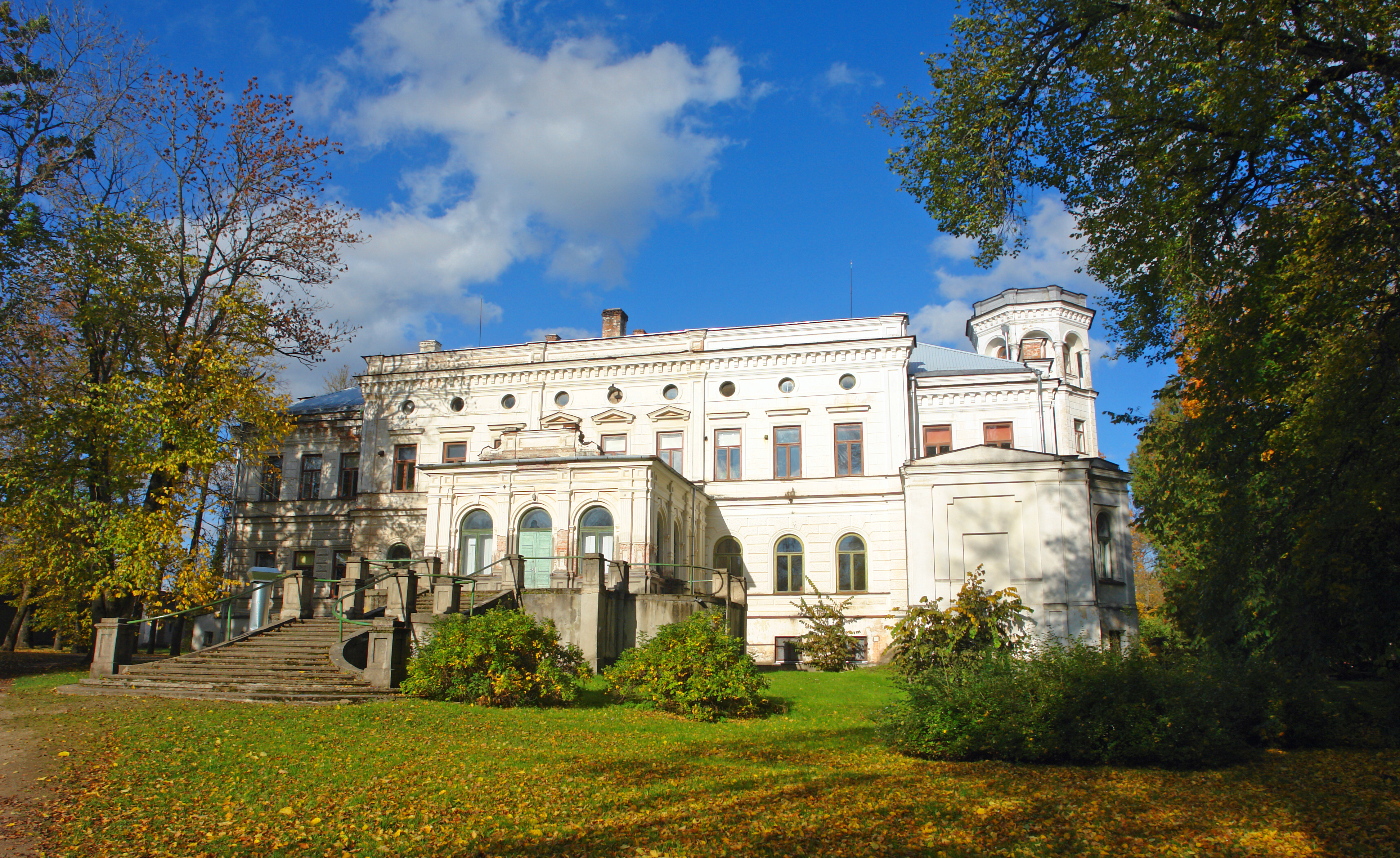
Замок Талькхоф